# Philipp von Keisenberg
Philipp von Keisenberg (* 1975) ist ein deutscher Grafikdesigner und Sachbuchautor.

## Werdegang
Von Keisenberg studierte Visuelle Kommunikation an der Australian Film Television and Radio School (AFTRS), an der Academie van Beeldende Kunsten in Den Haag und an der Fachhochschule Vorarlberg. Seit 2003 ist er als selbständiger Grafikdesigner in München niedergelassen.
Gemeinsam mit den Autoren Eduard Augustin und Christian Zaschke veröffentlichte er seit 2005 mehrere Sachbücher.

## Werke
- Fußball unser: was man nicht alles wissen muss. München: Süddeutsche Zeitung, 2005 (mit Eduard Augustin und Christian Zaschke)
- Ein Mann – ein Buch. München: Süddeutsche Zeitung, 2007 (mit Eduard Augustin und Christian Zaschke)
- Ein Paar – ein Buch. München: Süddeutsche Zeitung, 2009 (mit Eduard Augustin und Christian Zaschke)